# Informationsrechte des Betriebsrats
Nach deutschem Recht hat der Betriebsrat eine Reihe von Informationsrechten gegenüber dem Arbeitgeber. Diese Informationsrechte stehen dem Betriebsrat als ganzem, nicht einzelnen Betriebsratsmitgliedern zu. Die Informationsrechte (Unterrichtung) des Betriebsrats resultieren aus dem Betriebsverfassungsgesetz (BetrVG).

## Allgemeines
Der Betriebsrat kann seine Rechte aus dem Betriebsverfassungsgesetz nur sinnvoll wahrnehmen, wenn er rechtzeitig und umfassend informiert ist. Das Betriebsverfassungsgesetz stellt den Betriebsrat daher hinsichtlich seiner Kenntnisse über sämtliche betrieblichen Belange (bis auf wenige Ausnahmen) auf dieselbe Stufe wie den Arbeitgeber. Selbst Betriebs- oder Geschäftsgeheimnisse sind dem Betriebsrat mitzuteilen.
Für die Forderung nach Informationen durch den Betriebsrat ist auch kein konkreter Anlass erforderlich. Aus der generellen Regelung des Informationsrechts in § 80 Abs. 2 BetrVG ergibt sich vielmehr, dass dem Betriebsrat „jederzeit“, d. h. auch ohne konkreten Anlass, Unterlagen zur Verfügung zu stellen sind, sofern diese für eine ordnungsgemäße Betriebsratsarbeit erforderlich sind.
Weiterhin regelt das BetrVG auch das Informationsrecht des einzelnen Betriebsratsmitglieds, indem es ihm das Recht gibt, die Unterlagen des Betriebsrats oder seiner Ausschüsse jederzeit einsehen zu können, § 34 Abs. 3 BetrVG.
Das Recht des Betriebsrats, die gewünschten Informationen zu erlangen, kann schließlich gerichtlich durchgesetzt werden. Verweigert der Arbeitgeber wiederholt die Weitergabe von Informationen, kann er dazu über § 23 Abs. 3 BetrVG gerichtlich gezwungen werden.

### Berater
Der Betriebsrat kann in Unternehmen mit mindestens 300 Arbeitnehmern (ohne nähere Einigung mit dem Arbeitgeber) einen Berater zu seiner Unterstützung hinzuziehen, wenn der Arbeitgeber eine Betriebsänderung im Sinne des § 111 BetrVG plant. Die Kosten dieses Beraters sind vom Unternehmen zu tragen.

### Sachkundige Arbeitnehmer
Der Betriebsrat kann sich das Wissen von Kollegen zunutze machen, indem er den Arbeitgeber auffordert, ihm konkret bezeichnete sachkundige Arbeitnehmer als Auskunftspersonen zur Verfügung zu stellen (§ 80 Abs. 2 Satz 3 BetrVG).

### Sachverständige
Der Betriebsrat kann nach § 80 Abs. 3 BetrVG „nach näherer Vereinbarung“ mit dem Arbeitgeber Sachverständige hinzuziehen, soweit dies zur ordnungsgemäßen Erfüllung seiner Aufgaben notwendig ist. Jedoch ist der Arbeitgeber im Rahmen der „näheren Vereinbarung“ zunächst nicht verpflichtet, einen vom Betriebsrat vorgeschlagenen Sachverständigen zu beauftragen.

### Betriebs- oder Geschäftsgeheimnisse
Geheimhaltungspflichtige Informationen können dem Betriebsrat nicht unter Hinweis auf die Geheimhaltungspflicht oder den Datenschutz vorenthalten werden, wie sich aus § 79 BetrVG ergibt: Aufgrund der Regelung, dass der Betriebsrat zur Geheimhaltung verpflichtet wird, ist zu schließen, dass er grundsätzlich Anspruch auf derartige Informationen hat – soweit diese für die ordnungsgemäße Betriebsratsarbeit erforderlich sind.

### Wirtschaftsausschuss
Der Wirtschaftsausschuss hat dem Betriebsrat über jede Sitzung unverzüglich und vollständig zu berichten (§ 108 Abs. 4 BetrVG).

## Einzelne Informationsrechte

### Arbeits- und Unfallschutz, Umweltschutz
Aus § 89 BetrVG ergibt sich, dass der Betriebsrat über sämtliche Belange des Arbeits- und Unfallschutzes, sowie des betrieblichen Umweltschutzes zu unterrichten ist. Die vorgeschriebene Beteiligung des Betriebsrates kann nur sinnvoll wahrgenommen werden, wenn der Betriebsrat zuvor umfassend unterrichtet wurde. Über Auflagen und Anordnungen der zuständigen Behörden hinsichtlich des Arbeitsschutzes, der Unfallverhütung und des betrieblichen Unfallschutzes ist der Betriebsrat zu informieren (§ 89 Abs. 2 Satz 2 BetrVG). Darüber hinaus haben vom Betriebsrat beauftragte Betriebsratsmitglieder an den Besprechungen mit den Sicherheitsbeauftragten teilzunehmen. Dem Betriebsrat sind die Protokolle über Untersuchungen, Besichtigungen und Besprechungen auszuhändigen, sofern er an den entsprechenden Maßnahmen teilgenommen hat.

### Arbeitsgestaltung, Bauliche Veränderungen, Technische Anlagen
Der Arbeitgeber hat den Betriebsrat über die Planung der Arbeitsplätze (hinsichtlich ihrer Ausgestaltung) zu unterrichten und ihm die erforderlichen Unterlagen zur Verfügung zu stellen (§ 90 Abs. 1 Ziff. 4 BetrVG).
Der Arbeitgeber hat den Betriebsrat über sämtliche Neu-, Um- oder Erweiterungsbauten im Betrieb schon bei der Planung zu unterrichten und ihm die erforderlichen Unterlagen zur Verfügung zu stellen (§ 90 Abs. 1 Ziff. 1 BetrVG).
Der Arbeitgeber hat den Betriebsrat über die Planung von technischen Anlagen zu unterrichten und ihm die erforderlichen Unterlagen zur Verfügung zu stellen (§ 90 Abs. 1 Ziff. 2 BetrVG).

### Arbeitsverfahren, Arbeitsabläufe
Der Arbeitgeber hat den Betriebsrat über die Planung von Arbeitsverfahren und Arbeitsabläufen zu unterrichten und ihm die erforderlichen Unterlagen zur Verfügung zu stellen (§ 90 Abs. 1 Ziff. 3 BetrVG).

### Behandlung von Beschwerden der Arbeitnehmer
Hat sich ein Arbeitnehmer beim Betriebsrat beschwert und hat der Betriebsrat die Beschwerde für berechtigt erachtet und an den Arbeitgeber weitergeleitet, so muss der Arbeitgeber den Betriebsrat über die Behandlung der Beschwerde unterrichten (§ 85 Abs. 3 BetrVG).

### Berufsbildung
Der Arbeitgeber muss auf Verlangen des Betriebsrats den Berufsbildungsbedarf der Arbeitnehmer im Betrieb ermitteln und dem Betriebsrat mitteilen (§ 96 Abs. 1 Satz 2 BetrVG). Darüber hinaus ist der Betriebsrat über die Errichtung und Ausstattung betrieblicher Einrichtungen zur Berufsbildung, über die Einführung betrieblicher Berufsbildungsmaßnahmen und die Teilnahme an außerbetrieblichen Berufsbildungsmaßnahmen zu unterrichten (§ 97 Abs. 1 BetrVG). Ein Informationsrecht besteht auch hinsichtlich desjenigen, der die betriebliche oder außerbetriebliche Berufsbildung durchführen soll bzw. durchführt (§ 98 Abs. 2 BetrVG). Hierbei gilt, dass die Informationsrechte des Betriebsrates nicht auf die Berufsausbildung beschränkt sind, sondern sich auf jede Form betrieblicher Berufsbildung beziehen.

### Betriebsänderungen
Der Arbeitgeber hat den Betriebsrat in Unternehmen mit in der Regel mehr als 20 wahlberechtigten Arbeitnehmern über geplante Betriebsänderungen zu unterrichten. Betriebsänderungen bestehen beispielsweise in der Einschränkung oder Stilllegung des gesamten Betriebs oder wesentlicher Betriebsteile, Betriebsverlegungen, Zusammenschlüssen oder Spaltungen des Betriebs, grundlegenden Änderungen der Betriebsorganisation, des Betriebszwecks oder der Betriebsanlagen, Einführung grundlegend neuer Arbeitsmethoden und Fertigungsverfahren (§ 111 BetrVG).

### Einstellung, Eingruppierung und Entlohnung
Der Betriebsrat ist vorher über jede vom Arbeitgeber beabsichtigte Einstellung im Betrieb zu unterrichten. Ihm sind die Bewerbungsunterlagen aller Bewerber vorzulegen. Der Arbeitgeber muss die Auswirkungen der Einstellung auf andere Arbeitnehmer darlegen (§ 99 Abs. 1 BetrVG).
Der Arbeitgeber muss dem Betriebsrat vor einer Einstellung auch die beabsichtigte Eingruppierung mitteilen (§ 99 Abs. 1 BetrVG). Der Arbeitgeber muss den Betriebsrat von jeder beabsichtigten Umgruppierung, d. h. der Veränderung der bisherigen tariflichen oder betrieblichen Eingruppierung eines Arbeitnehmers unterrichten (§ 99 Abs. 1 BetrVG).
Der Betriebsrat hat das Recht, in die Bruttolohn- und Gehaltslisten Einblick zu nehmen (§ 80 Abs. 2 Satz 4 BetrVG). Dieses Recht ist allerdings auf eine Einsichtnahme beschränkt. Der Betriebsrat hat kein Recht, diese Listen abschriftlich zu erhalten. Allerdings kann sich der Betriebsrat Notizen aus den Listen machen.
Auch über eine Einstellung oder personelle Veränderung eines leitenden Angestellten ist der Betriebsrat zu informieren (§ 105 BetrVG).
Seit 1. April 2017 ist der Betriebsrat nach § 80 Abs. 2 BetrVG ausdrücklich auch über die detaillierte Einsatzplanung eingesetzter Leiharbeiter und ihrem Einsatz zugrundeliegende Verträge zu informieren.

### Kündigung
Der Arbeitgeber hat den Betriebsrat vor jeder Kündigung zu informieren. Die Informationspflicht umfasst Angaben über die Person des zu kündigenden Arbeitnehmers, sein Alter, die Dauer seiner Betriebszugehörigkeit, seine Unterhaltspflichten, seine Schwerbehinderung, den Grund für die Kündigung, die Art der Kündigung, die geltende Kündigungsfrist.

### Personalplanung
Der Arbeitgeber hat den Betriebsrat über die Personalplanung, insbesondere über den gegenwärtigen und künftigen Personalbedarf, sowie über die sich daraus ergebenden personellen Maßnahmen und über Maßnahmen der Berufsbildung anhand von Unterlagen rechtzeitig und umfassend zu unterrichten (§ 92 Abs. 1 BetrVG).

### Soziale Angelegenheiten
Im Rahmen des Mitbestimmungsrechtes nach § 87 BetrVG hat der Arbeitgeber den Betriebsrat über alle in § 87 Abs. 1 BetrVG geregelten Angelegenheiten so umfassend zu informieren, dass der Betriebsrat denselben Informationsstand erhält, wie der Arbeitgeber.

### Subunternehmer, Honorarkräfte, Werkunternehmer, freie Mitarbeiter
Hinsichtlich der Beschäftigung von Personen oder Personengruppen, die nicht in einem Arbeitsverhältnis zum Arbeitgeber stehen hat der Betriebsrat ein Informationsrecht aus § 80 Abs. 2 Satz 1 BetrVG.

### Versetzung
Der Arbeitgeber hat den Betriebsrat vor jeder geplanten Versetzung eines Arbeitnehmers zu unterrichten. Dabei ist der Arbeitnehmer zu nennen, sowie die Auswirkungen der Versetzung auf andere Arbeitnehmer darzulegen (§ 99 Abs. 1 BetrVG).

### Vorläufige Personelle Maßnahme
Führt der Arbeitgeber eine Einstellung, Eingruppierung, Umgruppierung oder Versetzung vorläufig durch, hat er den Betriebsrat hierüber unverzüglich zu informieren (§ 100 Abs. 2 Satz 1 BetrVG).